# Roger Williams
Roger Williams  (21. prosinca 1603. – između siječnja i ožujka 1683.) bio je engleski protestantski teolog i rani zagovornik vjerske slobode i odvojenosti crkve i države. Godine 1636. osnovao je grad Providence i koloniju Providence Plantations, odnosno Rhode Island, koja je postala utočište religijskim manjinama. Williams je u Providenceu podigao i prvu baptističku crkvu u Americi. Izučavao je jezike američkih starosjedioca i gorljivo zagovarao pošteno postupanje s njima, zbog čega je bio omiljen među Narragansettskim Indijancima koji su naseljavali taj kraj, i uspio riješiti i ublažiti mnoge sukobe koje su uzrokovali nesavjesni europski kolonizatori. Kraljevska povelja kolonije Rhode Island iz 1663. u čijem stvaranju je Williams bio jedan od ključnih sudionika, tako je sadržavala i članak o tome da ekskluzivno pravo na zemlju pripada američkim Indijancima, što je bilo dotad nečuveno. No, ono po čemu je Williams najpoznatiji je njegovo nepokolebljivo stajanje za slobodu vjeroispovjesti i za odvojenost crkve i države. Zbog tih stavova je prognan od strane netolerantne struje Puritanaca koji su dominirali Massachusettsom gdje su službe u državi dopuštali samo kršćanima i nametali svim stanovnicima obvezan odlazak u crkvu nedjeljom, što je Williams oštro osudio rekavši da je prisiljavanje ljudi da se ujedine s onima drukčijeg uvjerenja povreda njihovog prirodnog prava i da je silom vući ateiste i religijski ravnodušne na javno bogoslužje ništa drugo do licemjerstvo. ... 'Nikoga ne treba', dodao je, 'protiv njegove volje prisiljavati da prisustvuje ili podupire bogoslužje.' 'Što', vikali su njegovi protivnici iznenađeni njegovim postavkama. 'Zar radnik nije dostojan svoje plaće?' 'Da', odgovorio je, 'od onih koji ga upošljavaju.'" Zbog takvih stavova, bio je 1635. usred oštre zime prognan iz Massachusettsa, i nakon četrnaest tjedana boravka u hladnoj divljini, utočište su mu pružili upravo Indijanci Narragansettskog zaljeva. Nakon toga je odlučio osnovati koloniju gdje bi svi imali pravo živjeti svoj svjetonazor i iskazivati svoju vjeru, bez obzira slagao se on s njom ili ne. Williams je tako bio poznat i kao strastveni protivnik vjerovanja i praksi kvekera protiv čega je pisao mnoge teološke tekstove, ali su u njegovu koloniju kvekeri dolazili u velikom broju, jer im je pružao prava koja nisu imali nigdje drugdje. Tako je Williams svojom širinom i jasnoćom razmišljanja bio pionir vjerske slobode, odnosno slobode savjesti i shvaćanja da je ona neotuđivo pravo svih, uključujući i one s kojima se oštro ne slaže. Osim toga, Williams je bio uvjerljivo prvi abolicionist u Sjevernoj Americi, organiziravši prvi pokušaj zabrane robovlasništva u američkim kolonijama. Napredna shvaćanja Rogera Williamsa bila su, preko povelje Rhode Islanda, jedan od ključnih pravnih utjecaja za oblikovanje Deklaracije o pravima, uključujući i Prvi amandman američkog Ustava koji osigurava odvojenost crkve i države, odnosno slobodu vjeroispovjesti.

## Više informacija
- Sloboda vjeroispovjesti
- Rhode Island
- Narragansett
- Povijest Sjedinjenih Američkih Država
- Ustav Sjedinjenih Američkih Država